# Griekse vuurjuffer
De Griekse vuurjuffer (Pyrrhosoma elisabethae) is een juffer uit de familie van de waterjuffers (Coenagrionidae).
De Griekse vuurjuffer staat op de Rode Lijst van de IUCN als kritiek, beoordelingsjaar 2010, de trend van de populatie is volgens de IUCN dalend. De soort komt alleen voor in Griekenland en Albanië.
De wetenschappelijke naam van de soort werd in 1948 gepubliceerd door Erich Schmidt. De Nederlandstalige naam is ontleend aan Libellen van Europa.